# Chunghyeon-dong
Chunghyeon-dong (koreanska: 충현동) är en stadsdel i stadsdistriktet Seodaemun-gu i Sydkoreas huvudstad Seoul.